# Udflyttergård
En Udflyttergård er en gård, som fra en landsby er flyttet ud på marken.
Udflyttergårde er historisk forekommet siden det ældste landbrug. De ældste udflyttergårde (vikingetid, middelalder) har ofte været pionerer for nye landsbydannelse. Således er i stednavne-endelserne -bøl, -bølle, -torp og -trup i bynavne udtryk for oprindelsen omkring en udflyttergård.
Den seneste større udflytning i Danmark skete efter i forbindelse med stavnsbåndets ophævelse (1788). I 1700-tallet lå fæstegårdene som hovedregel samlet i selve landsbyen. Efter landboreformerne flyttede en del af bønderne deres gårde ud, så hver enkelt gård lå på den jord, de havde fået tildelt.
I dag træffes ordet fortrinsvis i forbindelse med slægtsforskning, idet ordet ofte forekommer i kildemateriale til folketællinger i 1800-tallet.